# Eshu

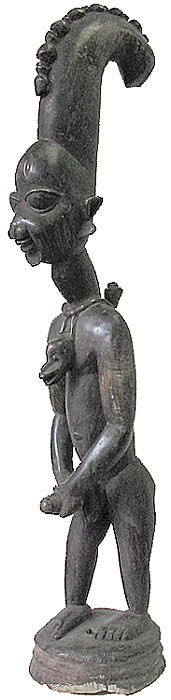
Estatua del orisha Eshu, Nigeria, c1920.

Eshu, Exu o Èṣù  es un Orisa en la cosmogonía yoruba. A medida que la religión se ha extendido por el mundo, el nombre de este orisha ha variado en diferentes lugares, pero las creencias siguen siendo similares.

## Resumen
Èṣù es considerado en la religión yorubá la primera partícula diferenciada de vida creada por Òlòórún. La palabra Èsù significa "esfera", y representa la infinitud, el movimiento permanente. Èsù es el mensajero de los Òrìsà; es el intermediario entre los hombres y los Òrìsà. Es el permanente comunicador entre Aiyé (algunas veces mal traducido como mundo en que vivimos) y Òrún (más allá, morada de los Òrìsà, algunas veces mal traducido como cielo).
Eshu Alawana o Alaguana está en todas partes. Vive solitario en los parajes oscuros e inhóspitos del monte o en la sabana. Es el jefe de los eggun, con los que tiene un gran comercio. Representa la desesperanza y el infortunio.
Eshu Alawana es el más pequeño de los Elegguá y acompaña mucho a Oggún. Es considerado el dueño de todo tipo de cadenas, además del garabato de guayaba, de un muñeco de cedro que vive y come con él y del Ariku Bambaya.
Es un gran hechicero, tiene la capacidad para liberar de la prisión, se le invoca con el garabato de guayaba. Tiene su propio Osain que se prepara en un tarro de toro y tiene su propia sopera. Eshu Alawana para que trabaje se pone en suelo sobre el carapacho de una jicotea.
Entre sus herramientas se encuentran, un Ariku Bambaya, unas cadenas, un garabato de guayaba, su muñeco de cedro y su carapacho de jicotea.

## El Orisha
En el panteón yoruba Èsù rige sobre la comunicación, la palabra, las encrucijadas de los caminos (simbolizando las diferentes opciones de la vida), el comercio, el trabajo, etc.

## Festividades
Desde 1996, en La Habana se celebra el Festival de Eshu, en la Calle Manrique. La gala dura diecisiete días, en los que hay rituales y ofrendas, y se reparten dádivas a policías, mendigos y vendedores ambulantes. Abundan los sacrificios de gallos, los cánticos y las tamboradas rituales. La festividad se celebra también en Santiago de Cuba, Holguín y Matanzas. En Cuba, es considerado un espíritu que ejerce como "policía del cosmos", enjuiciando las acciones humanas y puede liberar a los presos.Es también el intermediario con el resto de Orishas y es el encargado y señor de las comunicaciones, la palabra, las encrucijadas de los caminos, las ventas, y el trabajo. En el sexto día de la festividad, se le ofrece un gran sacrificio en un mercado, espacio en que también reina. Se venía haciendo en la Plaza de Cuatro Caminos, pero las autoridades cubanas lo vetaron por ser demasiado tumultuoso. Coincide en el tiempo con el cambio de año y con la Navidad cristiana, y termina con las "Pascuas Africanas", el 6 de enero, día en que los esclavos practicaban públicamente sus ritos espirituales".

## Familia
Es hijo de Obatala y de Yembo o Ochanla, amigo de Oggun y de Ochosi y Ozun son inseparables.
Creado por Olorun.
Eshu es la primera partícula de vida creada por Olorun.

## Ofrendas y bailes
Se le inmolan chivos, cazal de gallas de Guinéa, gallos o pollos, pollones, Cazal de palomas (generalmente Oscuras para Lodé y Laná; pero más claras para Adàgué y Aselú).
Las Ofrendas (también llamados Frentes) pueden variar según cada tradición dentro del mismo culto yoruba.
Bara Lodé: maíz tostado, 7 papines (papas chicas) asadas con cáscara y untadas en aceite de dendé (palmera).
Bará Laná: maíz tostado, 7 papines (papas chicas) asadas con cáscara y untadas en aceite de dendé (palmera)
Bará Adàgué: maíz tostado claro, 7 papines (papas chicas) asadas con cáscara y untadas en aceite de dendé (palmera): en el centro, se coloca un buen puñado de pipoca (pororó).
Bará Aselú: Axoxó (maíz hervido), 7 papines (papas chicas) hervidas con cáscaras (una vez frías se pelan para ser presentadas; las mismas van intercaladas con 7 caramelos de miel. Eventualmente, puede reemplazarse los caramelos por tiras de coco fresco pelado.

## Sincretismo
Como parte de la transculturación y del peligro que vieron los esclavos traídos a Cuba de perder sus raíces, cada santo adoptó el nombre de un santo católico. También está el hecho de que los esclavos venían de diferentes partes de África y en cada uno se le llamaba diferente
| St. Católicos                                                                                 | Kimbisa            | Mayombe       | Abakuá      | Brillumba       | Arará                                 | Iyesá    | Gangá |
| San Antonio de Padua San Benito de Palermo Santo Niño de Atocha Ánima sola ( Maria Celestina) | Lucero mundo Nkuyo | Enkuyo Lucero | Obiná Efisá | Mañunga Lubamba | Tocoyo Yohó Makeno Ogguiri Elú Kenene | Elegbara | Gewá  |

## Caminos
1. Eshu Abalonke.
2. Eshu Abainukue [Abanulue].
3. Eshu Abarikoko [Aberekoko].
4. Eshu Aberu.
5. Eshu Aboni.
6. Eshu Adawa.
7. Eshu Afradi.
8. Eshu Aganika.
9. Eshu Agbadé.
10. Eshu Agbalonké.
11. Eshu Agbanile.
12. Eshu Agbobamaleki [Agbobara Meleki].
13. Eshu Agongo Olo Onya.
14. Eshu Agongo Ogo.
15. Eshu Agogo [Agoto].
16. Eshu Agomeyo.
17. Eshu Agororó [Agoggoro].
18. Eshu Agroiele [Agroi].
19. Eshu Aiyede.
20. Eshu Akarajéu.
21. Eshu Akanadrede.
22. Eshu Akere [Aguere].
23. Eshu Akerebioke [Arerebieke].
24. Eshu Akokolebiye [Akokoleriyu] [Akokoriye].
25. Eshu Alagbóna [Alagbana] [Alagbawana].
26. Eshu Alaloilu [Alalombe].
27. Eshu Alakétu.
28. Eshu Alawana.
29. Eshu Alayikí.
30. Eshu Aletán.
31. Eshu Alimu.
32. Eshu Aloba.
33. Eshu Aloma.
34. Eshu Aluasamá.
35. Eshu Alufama.
36. Eshu Añaki Olokun.
37. Eshu Arailele [Araelele].
38. Eshu Araidi.
39. Eshu Arayeyi.
40. Eshu Arinika [Arimika].
41. Eshu Aroni.
42. Eshu Aropiu [Aropin].
43. Eshu Aruda [Arugda].
44. Eshu Arufin.
45. Eshu Aselu.
46. Eshu Ashikuelu.
47. Eshu Atulú [Atutu].
48. Eshu Awaloboma [Alawabona].
49. Eshu Awere.
50. Eshu Ayentelú [Ajetola].
51. Eshu Ayeru.
52. Eshu Ayé.
53. Eshu Barabé [Baragbo].
54. Eshu Baradage.
55. Eshu Baragargaluo [Baragadano].
56. Eshu Baraiye.
57. Eshu Baralanube [Saralanube].
58. Eshu Baralajiki.
59. Eshu Baralasikú.
60. Eshu Baralona.
61. Eshu Baraña [Baraiña].
62. Eshu Barañiki.
63. Eshu Bariño [Baraiño]
64. Eshu Barokeño [Barakeño] [Bara Kinkeño].
65. Eshu Batioye [Batieye] [Batiye].
66. Eshu Belón.
67. Eshu Beleke.
68. Eshu Bí.
69. Eshu Birí.
70. Eshu Biribí.
71. Eshu Bikuyin.
72. Eshu Bode [Bogde].
73. Eshu Borokú.
74. Eshu Bragada.
75. Eshu Dare.
76. Eshu De.
77. Eshu Diki [Deke].
78. Eshu Ebelukeño [Abelugueño].
79. Eshu Edugbele.
80. Eshu Ekileyo.
81. Eshu Ekuboro.
82. Eshu Elegbara.
83. Eshu Eluasama.
84. Eshu Emere.
85. Eshu Esherike.
86. Eshu Ewé.
87. Eshu Griyelú.
88. Eshu Gberú.
89. Eshu Ibamalá [Imbalá].
90. Eshu Iboribueno [Iborikeño].
91. Eshu Idena.
92. Eshu Igidé.
93. Eshu Ileloya.
94. Eshu Ijelú.
95. Eshu Iña.
96. Eshu Janadá.
97. Eshu Jano.
98. Eshu Kakesa.
99. Eshu Kaminalowá.
100. Eshu Kawanilele Orun [Mawanitele Okun].
101. Eshu Kekunyelede [Yekun Yeledi].
102. Eshu Keneno [Kekeno].
103. Eshu Koima Koima [Koiña Koiña].
104. Eshu Kolofó.
105. Eshu Kotero.
106. Eshu Laboni.
107. Eshu Lalu [Lala].
108. Eshu Laluokirioko [Laluokikiokoko].
109. Eshu Lameta [Lamota].
110. Eshu Lamulamubata.
111. Eshu Laribere [Layibora].
112. Eshu Laroke [Larowe].
113. Eshu Laroye.
114. Eshu Lashe.
115. Eshu Layé.
116. Eshu Lodo [Londelo].
117. Eshu Lodé.
118. Eshu Lolu.
119. Eshu Malé.
120. Eshu Marara [Karara].
121. Eshu Marimaiyé.
122. Eshu Masankio.
123. Eshu Meko [Mako].
124. Eshu Morilaye [Merilaye].
125. Eshu Ná.
126. Eshu Nanke.
127. Eshu Ni Bakuo.
128. Eshu Nikiniki [Miwi Miwi].
129. Eshu Obakokero [Obakekero].
130. Eshu Obaniwana [Obanijuana].
131. Eshu Obarakaketu [Abara Lakentu].
132. Eshu Obasin Layé [Abasinlaye].
133. Eshu Obayila [Abatila].
134. Eshu Oddara.
135. Eshu Oddemasa [Oddemora].
136. Eshu Ofún Meyiyí.
137. Eshu Ogunilobe [Ogunnilewo].
138. Eshu Ojuani Lelé Alaroye.
139. Eshu Okán.
140. Eshu Okokoyebiye [Akokoyebiye].
141. Eshu Okuanda [Okuando] [Okuande].
142. Eshu Okuboro [Akuoro].
143. Eshu Olanki.
144. Eshu Onibarakeña [Onibara Kena].
145. Eshu Oniburu [Onibure].
146. Eshu Oni Oshosi.
147. Eshu Onini Buruku.
148. Eshu Oroigi [Oroiki].
149. Eshu Osiká.
150. Eshu Osukakugbo [Osakakungmo].
151. Eshu Owó.
152. Eshu Shiguide.
153. Eshu Sibonoku.
154. Eshu Sokere.
155. Eshu Soko Yoki.
156. Eshu Suayu.
157. Eshu Tolabí.
158. Eshu Unyolo [Ungolo].
159. Eshu Wanloke [Awanloke].
160. Eshu Wonke.
161. Eshu Yangi.
162. Eshu Yelu.